# 章文琪
章文琪（1972年12月1日—），生于上海，中国职业篮球运动员，现已退役，之前效力于中国篮球职业联赛的上海大鲨鱼篮球俱乐部，司职小前锋或大前锋位置。

## 篮球生涯
1993年，章文琪成为了上海男篮的主力球员，随后一直效力于上海大鲨鱼篮球俱乐部，以球队队长身份夺得了2001-02赛季的CBA总冠军。1998年4月入选王非执教的国家队。1999年5月，入选蒋兴权执教的国家男篮。2000年3月，入选蒋兴权执教的国家男篮。
章文琪由于膝盖受伤，在2007-08赛季前选择了退役。

## 荣誉成绩
- 1998年12月，泰国曼谷举行的1998年亚洲运动会 冠军
- 1999年8至9月，日本亚洲男子篮球锦标赛 冠军。
- 1999年，入选中国篮球南方明星队
- 2001-02赛季，CBA总冠军球队队长